# Vitorlázás az 1996. évi nyári olimpiai játékokon
Az 1996. évi nyári olimpiai játékokon a vitorlázásban tíz versenyszámban hirdettek bajnokot, a repülő hollandi helyett az egyszemélyes Laser hajóosztály került a nyílt számok közé.

## Éremtáblázat
(A rendező ország csapata eltérő háttérszínnel, az egyes számoszlopok legmagasabb értéke, vagy értékei vastagítással kiemelve.)
| Az 1996. évi nyári olimpiai játékok éremtáblázata vitorlázásban | Az 1996. évi nyári olimpiai játékok éremtáblázata vitorlázásban | Az 1996. évi nyári olimpiai játékok éremtáblázata vitorlázásban | Az 1996. évi nyári olimpiai játékok éremtáblázata vitorlázásban | Az 1996. évi nyári olimpiai játékok éremtáblázata vitorlázásban | Olimpia  |
| --------------------------------------------------------------- | --------------------------------------------------------------- | --------------------------------------------------------------- | --------------------------------------------------------------- | --------------------------------------------------------------- | -------- |
|                                                                 | Ország                                                          | Arany                                                           | Ezüst                                                           | Bronz                                                           | Összesen |
| 1.                                                              | Brazília (BRA)                                                  | 2                                                               | 0                                                               | 1                                                               | 3        |
| 2.                                                              | Spanyolország (ESP)                                             | 2                                                               | 0                                                               | 0                                                               | 2        |
| 3.                                                              | Ukrajna (UKR)                                                   | 1                                                               | 0                                                               | 1                                                               | 2        |
| 4.                                                              | Dánia (DEN)                                                     | 1                                                               | 0                                                               | 0                                                               | 1        |
| 4.                                                              | Görögország (GRE)                                               | 1                                                               | 0                                                               | 0                                                               | 1        |
| 4.                                                              | Hongkong (HKG)                                                  | 1                                                               | 0                                                               | 0                                                               | 1        |
| 4.                                                              | Lengyelország (POL)                                             | 1                                                               | 0                                                               | 0                                                               | 1        |
| 4.                                                              | Németország (GER)                                               | 1                                                               | 0                                                               | 0                                                               | 1        |
|                                                                 |                                                                 |                                                                 |                                                                 |                                                                 |          |
| 9.                                                              | Nagy-Britannia (GBR)                                            | 0                                                               | 2                                                               | 0                                                               | 2        |
| 10.                                                             | Ausztrália (AUS)                                                | 0                                                               | 1                                                               | 1                                                               | 2        |
| 10.                                                             | Hollandia (NED)                                                 | 0                                                               | 1                                                               | 1                                                               | 2        |
| 12.                                                             | Argentína (ARG)                                                 | 0                                                               | 1                                                               | 0                                                               | 1        |
| 12.                                                             | Belgium (BEL)                                                   | 0                                                               | 1                                                               | 0                                                               | 1        |
| 12.                                                             | Japán (JPN)                                                     | 0                                                               | 1                                                               | 0                                                               | 1        |
| 12.                                                             | Oroszország (RUS)                                               | 0                                                               | 1                                                               | 0                                                               | 1        |
| 12.                                                             | Svédország (SWE)                                                | 0                                                               | 1                                                               | 0                                                               | 1        |
| 12.                                                             | Új-Zéland (NZL)                                                 | 0                                                               | 1                                                               | 0                                                               | 1        |
|                                                                 |                                                                 |                                                                 |                                                                 |                                                                 |          |
| 18.                                                             | Egyesült Államok (USA)                                          | 0                                                               | 0                                                               | 2                                                               | 2        |
| 19.                                                             | Izrael (ISR)                                                    | 0                                                               | 0                                                               | 1                                                               | 1        |
| 19.                                                             | Norvégia (NOR)                                                  | 0                                                               | 0                                                               | 1                                                               | 1        |
| 19.                                                             | Olaszország (ITA)                                               | 0                                                               | 0                                                               | 1                                                               | 1        |
| 19.                                                             | Portugália (POR)                                                | 0                                                               | 0                                                               | 1                                                               | 1        |
|                                                                 |                                                                 |                                                                 |                                                                 |                                                                 |          |
| Összesen                                                        | Összesen                                                        | 10                                                              | 10                                                              | 10                                                              | 30       |

## Érmesek

### Férfi
| Az 1996. évi nyári olimpiai játékok férfi érmesei vitorlázásban |                                                     |                                                   |                                                |
| Versenyszám                                                     | Arany                                               | Ezüst                                             | Bronz                                          |
| Széllovaglás (Mistral)                                          | Nikólaosz Kaklamanákisz · Görögország (GRE)         | Carlos Espinola · Argentína (ARG)                 | Gal Fridman · Izrael (ISR)                     |
| Finn dingi                                                      | Mateusz Kusznierewicz · Lengyelország (POL)         | Sébastien Godefroid · Belgium (BEL)               | Roy Heiner · Hollandia (NED)                   |
| 470-es osztály                                                  | Ukrajna (UKR) · Jevhen Braszlavec · Ihor Matvijenko | Nagy-Britannia (GBR) · John Merricks · Ian Walker | Portugália (POR) · Victor Rocha · Nuno Barreto |

### Női
| Az 1996. évi nyári olimpiai játékok női érmesei vitorlázásban |                                                            |                                             |                                                  |
| Versenyszám                                                   | Arany                                                      | Ezüst                                       | Bronz                                            |
| Széllovaglás (Mistral)                                        | Léj Laj-szán (Lee Lai Shan) · Hongkong (HKG)               | Barbara Kendall · Új-Zéland (NZL)           | Alessandra Sensini · Olaszország (ITA)           |
| Europe osztály                                                | Kristine Rough · Dánia (DEN)                               | Margriet Matthijsse · Hollandia (NED)       | Courtenay Becker-Dey · Egyesült Államok (USA)    |
| 470-es osztály                                                | Spanyolország (ESP) · Begoña Vía-Dufresne · Theresa Zabell | Japán (JPN) · Sige Jumiko · Kinosita Alicia | Ukrajna (UKR) · Olena Paholcsik · Ruszlana Taran |

### Nyílt számok
| Az 1996. évi nyári olimpiai játékok érmesei vitorlázásban |                                                                  |                                                                      |                                                                    |
| Versenyszám                                               | Arany                                                            | Ezüst                                                                | Bronz                                                              |
| Laser                                                     | Robert Scheidt · Brazília (BRA)                                  | Ben Ainslie · Nagy-Britannia (GBR)                                   | Peer Moberg · Norvégia (NOR)                                       |
| Soling                                                    | Németország (GER) · Thomas Flach · Bernd Jäkel · Jochen Schümann | Oroszország (RUS) · Georgij Sajduko · Igor Szkalin · Dmitrij Sabanov | Egyesült Államok (USA) · Jim Barton · Jeff Madrigali · Kent Massey |
| Csillaghajó                                               | Brazília (BRA) · Torben Grael · Marcelo Ferreira                 | Svédország (SWE) · Hans Wallén · Bobby Lohse                         | Ausztrália (AUS) · Colin Beashel · David Giles                     |
| Tornádó osztály                                           | Spanyolország (ESP) · José Luis Ballester · Fernando Léon        | Ausztrália (AUS) · Mitch Booth · Andrew Landenberger                 | Brazília (BRA) · Lars Grael · Kiko Pellicano                       |